# Lockheed Martin
Lockheed Martin Corporation (NYSE: LMT) – amerykański koncern zbrojeniowy powstały w 1995 z połączenia korporacji Lockheed i Martin Marietta. Jeden z „wielkiej piątki” amerykańskiego przemysłu obronnego. Zatrudnia ponad 140 tysięcy osób na całym świecie. Siedziba koncernu znajduje się w Bethesda w stanie Maryland.
Lockheed Martin jest jednym z największych na świecie dostawców uzbrojenia. W 2009 r. 74% dochodów pochodziło od Departamentu Obrony Stanów Zjednoczonych i innych agencji federalnych, oraz kontrahentów zagranicznych.

## Historia

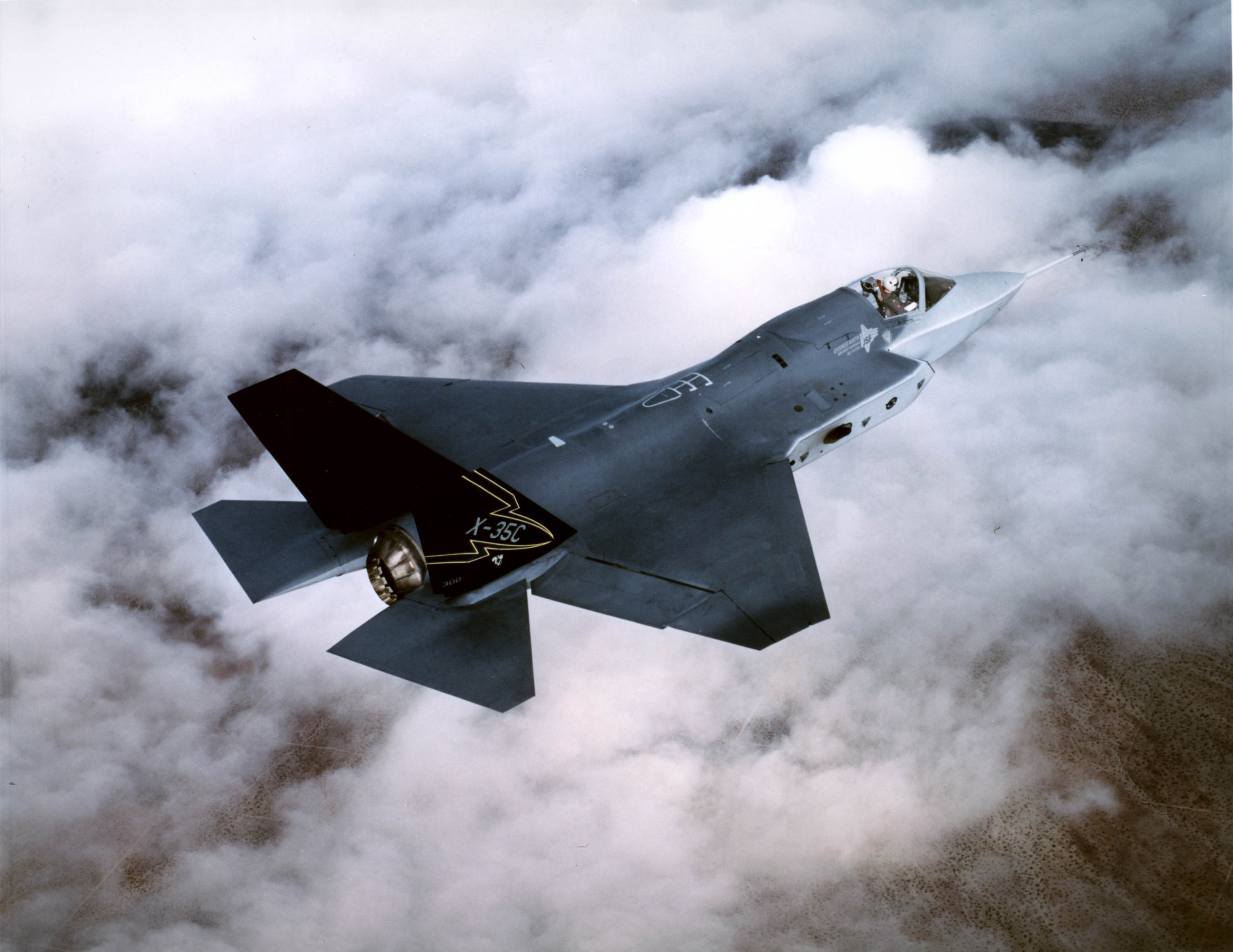
Lockheed Martin X-35 (Prototyp F-35)

Krótko po utworzeniu Lockheed Martin wytwórnia za kwotę 9,1 miliarda dolarów kupiła dział obronny Loral Corporation.
W 1998 porzucono plany połączenia z Northrop Grumman ze względu na obawy rządu przed stworzeniem zbyt silnego przedsiębiorstwa, gdyż pod kontrolą obu firm byłoby 25% wszystkich dostaw sprzętu dla Departamentu Obrony.
W 2000, firma Lockheed Martin zgodziła się zapłacić nałożoną przez rząd amerykański karę w wysokości 13 milionów dolarów za naruszenie ograniczeń eksportu technologii obronnych po tym, jak udostępniła firmie AsiaSat zakazane technologie. Głównym udziałowcem AsiaSat jest rząd Chińskiej Republiki Ludowej. W listopadzie tego samego roku firma pozbyła się swego oddziału Aerospace Electronic Systems sprzedając go za kwotę 1,67 miliarda dolarów europejskiemu konsorcjum BAE Systems.
W 2001 r. firma Lockheed Martin została zwycięzcą konkursu na budowę myśliwca nowej generacji F-35 Lightning II prezentując prototyp X-35. Jest to aktualnie największy kontrakt zbrojeniowy w USA, potencjalnie ma być wyprodukowanych 3000 egzemplarzy, które zastąpią F-16 Fighting Falcon i samoloty sojuszników.
W 2003 firma Lockheed Martin przejęła kontrakt Boeinga wart 1 miliard dolarów, na samoloty dla USAF w ramach kary nałożonej na firmę Boeing za kradzież dokumentów dotyczących kontraktu na uzbrojenie, która miała miejsce w 1998 r.
Lockheed Martin produkował dla NASA zbiorniki zewnętrzne do promów kosmicznych, w fabryce Michoud, aż do 2011 roku.
31 sierpnia 2006 Lockheed Martin wygrał kontrakt o wartości 3,9 miliarda dolarów, na budowę nowego załogowego statku kosmicznego nazwanego Orion.
20 lipca 2015 roku, firma Lockheed Martin ogłosiła, że nabyła firmę Sikorsky Aircraft Corporation za kwotę 9 miliardów dolarów. Transakcja została sfinalizowana po akceptacji przez amerykański rząd w ciągu kilku miesięcy.
4 marca 2025 rząd chiński umieścił Lockheed Martin na liście podmiotów niepewnych.

### Powstanie
Firma Lockheed Martin powstała z połączenia równorzędnych przedsiębiorstw, a poniżej przedstawiono dokonania każdego z nich z osobna:

### Lockheed

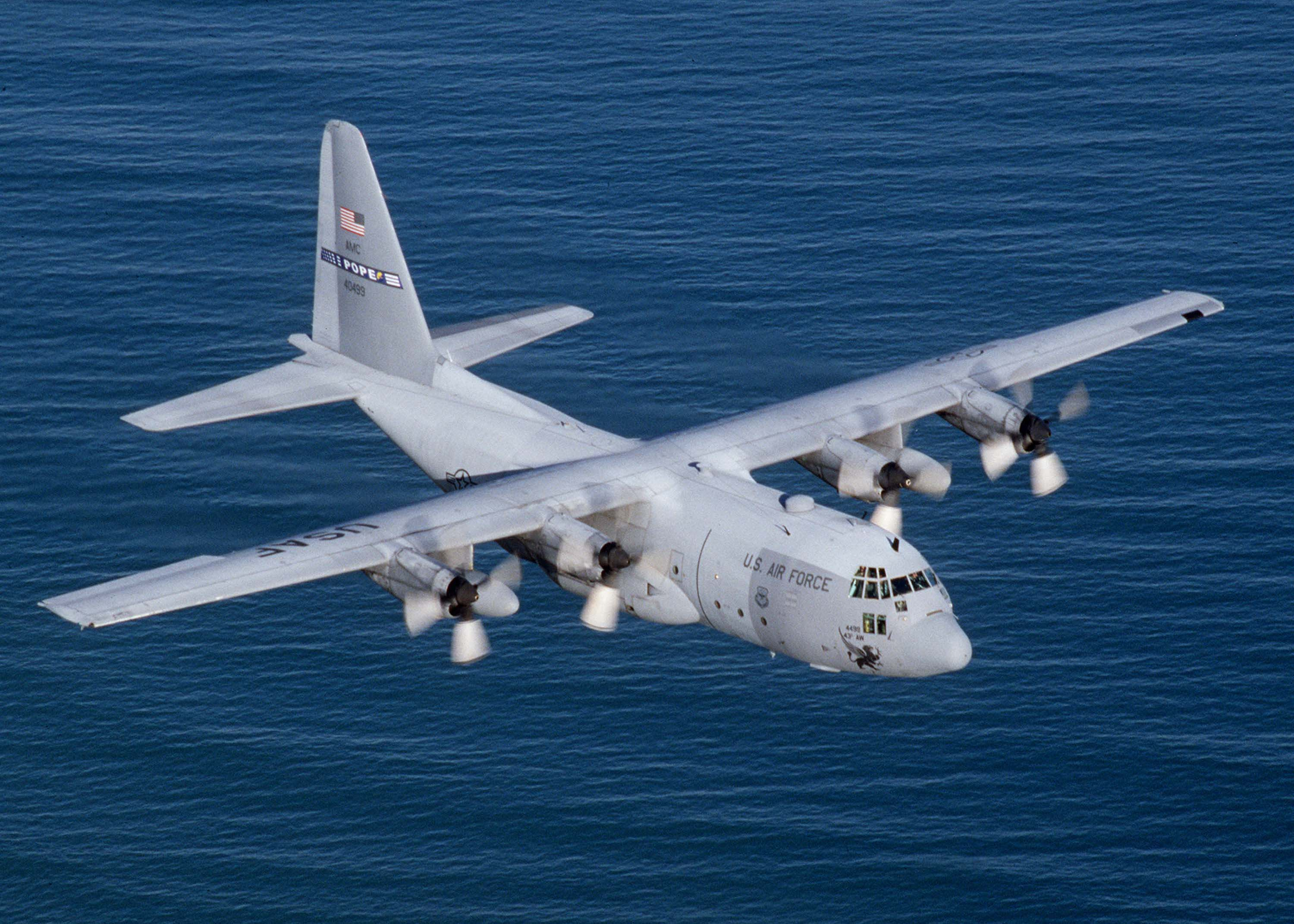
C-130 Hercules produkowany od lat 50. obecnie w najnowszej wersji C-130J

Zobacz też artykuł o firmie Lockheed.
- Trident – międzykontynentalny pocisk balistyczny z głowicą jądrową.
- P-3 Orion – morski samolot patrolowy.
- F-16 Fighting Falcon – wielozadaniowy myśliwiec (linia produkcyjna zakupiona w 1993 od General Dynamics).
- F-117 Nighthawk – samolot bombowy zbudowany w technologii stealth.
- F-22 Raptor – myśliwiec 5. generacji.
- F-35 Lightning II – wielozadaniowy samolot bojowy 5. generacji.
- C-130 Hercules – średni wojskowy samolot transportowy.
- C-5 Galaxy – ciężki wojskowy samolot transportowy.
- A-4AR Fightinghawk – modernizacja samolotu McDonnell Douglas A-4 Skyhawk dla Argentyny.
- DSCS-3 – sztuczny satelita.
- Terminal High Altitude Area Defense – system antyrakietowy THAAD.

### Martin Marietta
- Titan – rodzina rakiet kosmicznych
- Sandia National Laboratories – od 1993 zarządza kontraktem dla National Nuclear Security Administration
- Zbiornik zewnętrzny promu kosmicznego
- Viking 1 i Viking 2 – bezzałogowe sondy kosmiczne programu Viking

#### Sztuczne satelity
- A2100
- Martin Marietta 3000
- Martin Marietta 4000
- Martin Marietta 7000
- Tiros-N – satelita meteorologiczny
- Vinasat 1